# 贾君鹏事件
贾君鹏事件，是指2009年7月16日发生於中國大陸網路上的一起爆红现象。當日在百度贴吧的魔兽世界吧中，一篇题为“贾君鹏你妈妈喊你回家吃饭”的无内容帖被回复132万多次，该帖名称旋即成为中国大陸网络流行语，贾君鹏这个真实身份不明的人物也随之走红网络，并引发众多后续评论和效应。

## 事件经过
7月16日10点59分，IP地址为“222.94.255.*”的网友发表了第一个题目为“贾君鹏你妈妈喊你回家吃饭”、内容为RT（意为“如题”）的贴子，过了3分钟“贾君鹏”在帖子中第6楼出现，并说不回去吃饭，但网友发现此账号注册时间为11点02分，是个后注册ID，后来回贴中贾家“亲友”几乎倾巢而出。还有不少网民借题发挥，衍生出各类二次创作，如将这一句话制作成各类恶搞图片，或是将其翻译成各国文字，甚至为贾君鹏以文言立传。截止第三日7点48分，用电脑在此帖发言，显示已经达到回贴数已达到上限，此时点击数为7,818,740，回帖数为302,259，但仍可以通过手机发送，数量仍在上升，是魔兽世界吧7月第一个超过万楼的高楼。
该帖在贴吧曾几度被删，但经过网民申诉均得以恢复。最后贴吧管理员亦认识到该帖的影响力，7月17日及18日，贾君鹏帖分别以“一句回家吃饭引发的狂欢”和“回家吃饭引爆玩家寂寞”为题登上百度贴吧首页头条，首页套用当时网络流行语称“回家吃饭？其实，吃的是寂寞。”另外，该帖曾被删除100000多楼。
随着这一现象的出现，贾君鹏这个身份不明的名字便迅速在网上走红，“回家吃饭”也成为了新的网络流行语。这又是一个百度贴吧里的网络爆红现象，并被网民称为“中文网络的奇蹟”。还有不少商家发现了这一现象的商业价值，有商家推出了相关的文化衫，还有的将其嵌入广告语中，借以促销。
现在此帖已经可以回复。

## 身份猜测
根据网民的人肉搜索结果，发帖者的真实身份可能是一位目前在北京海淀区的书商，也可能是位在江苏镇江市某建工集团工作的员工。另据查询IP地址“222.94.255.*”发现此IP地址归属于江苏省南京市。另据报道，贾君鹏也可能是搜狐某员工的孩子，好事邻居在贾君鹏常去的社区发帖寻找，没想到一贴走红。
随着贾君鹏一帖爆红，有人开始谋划“贾君鹏”的潜在品牌价值，出面宣称自己是该现象的始作俑者。一位名为“荆雀”的魔兽玩家称自己是发帖人，并声明与贾君鹏相关的商业活动须经其许可。荆雀7月15日在其博客预告称，自己将以“贾君鹏”在魔兽贴吧发帖，这也被部分人认定为贾君鹏事件的真相。但随后有网民质疑，荆雀的预告文章实际上是通过修改发表日期或编辑原有文章的手段伪造的，并指其IP地址与发帖IP不符。而荆雀则对此予以否认，解释IP不符是其使用了代理服务器所致。
7月30日後，陆续有更多的策划公司公开“认领”贾君鹏。北京某传媒公司经理黄亮华在博客声称贾君鹏事件乃是该公司一手策划，为某游戏（即《魔兽世界》）造势。共动用营销人员800餘人，收入达“6位数”。但随后网易声明该事件与《魔兽世界》无关，亦与网易无关。此外，网络论坛中亦有其他公司自认为推手，除公司及其CEO名字不同外，文章内容几乎如出一辙。但网民多对此不以为然，反而认为是这些公司在借此现象炒作自身。

## 评论
社会心理学家林明崖将这一现象归结为网民的“群体演绎”和“虚拟发挥”。一般认为，产生这一奇观的直接原因在于魔兽玩家的精神寂寞。网络游戏《魔兽世界》在大陆代理权易手之后，新东家网易因审批原因迟迟无法开服，至该帖出现时已有40餘天。广大魔兽玩家因无游戏可玩寂寞无聊，借此发泄。在网民的跟帖中，出现频率很高的一条即为：“我们跟的不是帖子，是寂寞。”
亦有人试图从更深层次解读该现象。据南京大学新闻传播学院副教授胡翼青分析，“妈妈喊你回家吃饭”这样富有温情的字句引起了大家的共鸣，激起了沉溺于网络游戏的玩家内心对家庭的愧疚感，当是最初阶段帖子迅速被人关注的重要原因。关注此帖的网民达到一定数量后，凑热闹的人开始出现，后面的有些跟帖越来越无厘头，产生典型的群体无意识行为。有网民认为“贾君鹏”实际上代指的是《魔兽世界》，该现象体现了众玩家期望早日开服的心境，是如同“打酱油”一般，呼唤早日开服的一种隐晦表达。还有网友发文指出，该帖之所以爆红，是因为唤起了现代人心头的儿时回忆。但也有评论指出，这些深度分析并不准确，正如其他网络流行文化一样，“贾君鹏现象”仅仅是网民乐在其中的又一次恶搞。